# آلوئیس اپشتاین
آلوئیس اپشتاین (چکی: Alois Epstein؛ ‏ ۱ ژانویهٔ ۱۸۴۹ – ۱۹۱۸) پزشک یهودی‌تبار متخصص پزشکی کودکان اهل جمهوری چک بود که بابت توصیف «مرواریدهای اپشتاین» شناخته می‌شود. وی مدرک دکترای پزشکی خود را در سال ۱۸۷۳ از دانشگاه کارل گرفت و در سال ۱۸۸۰ استادیار و از سال ۱۸۸۴ استادتمام رشتهٔ پزشکی کودکان شد.